# Beerfleck
Beerfleck ist ein Gemeindeteil der Stadt Goldkronach im Landkreis Bayreuth (Oberfranken, Bayern). Beerfleck liegt in der Gemarkung Brandholz.

## Geografie
Der Weiler bildet mit Brandholz im Westen eine geschlossene Siedlung. Im Osten grenzt der Goldkronacher Forst an.

## Geschichte
Von 1797 bis 1810 unterstand Beerfleck dem Justiz- und Kammeramt Gefrees. Infolge des Ersten Gemeindeedikts wurde Beerfleck dem 1812 gebildeten Steuerdistrikt Goldkronach und der zugleich entstandenen Ruralgemeinde Brandholz zugewiesen. Im Zuge der Gebietsreform in Bayern wurde Beerfleck am 1. Mai 1978 nach Goldkronach eingemeindet.

### Baudenkmäler
- Waldweg 3: Ehemaliger Erzstollen

### Einwohnerentwicklung
| Jahr      | 001818 | 001819 | 001861 | 001871 | 001885 | 001900 | 001925 | 001950 | 001961 | 001970 | 001987 |
| Einwohner | *      | *      | *      | 56     | 45     | 34     | 37     | *      | *      | *      | *      |
| Häuser    | *      |        |        |        | 5      | 7      | 6      | *      | *      |        | *      |
| Quelle    | [ 4 ]  | [ 7 ]  | [ 8 ]  | [ 9 ]  | [ 10 ] | [ 11 ] | [ 12 ] | [ 13 ] | [ 14 ] | [ 15 ] | [ 16 ] |

## Religion
Beerfleck ist evangelisch-lutherisch geprägt und bis heute nach St. Erhard (Goldkronach) gepfarrt.